# Karl Svensson
Pour les articles homonymes, voir Svensson.
Karl Svensson (né le 21 mars 1984 à Jönköping) est un footballeur suédois. Il évolue au poste de défenseur central à Jönköpings Södra IF.

## Carrière

### En clubs
Karl Svensson est recruté par l'IFK Göteborg en 2003, en provenance du Jönköpings Södra IF. Il passe trois saisons au club, dont il devient le capitaine et avec lequel il est vice-champion de Suède en 2005. 
Peu avant la Coupe du monde 2006, il signe un contrat de trois ans avec les Glasgow Rangers dirigés par Paul Le Guen. Titulaire en défense centrale aux côtés de Julien Rodriguez sous la direction de Le Guen, il perd sa place lors du remplacement de l'entraîneur français par Walter Smith, qui recrute les deux défenseurs vétérans David Weir et Ugo Ehiogu. 
En juin 2007, il quitte l'Écosse et rejoint le SM Caen, en France, en échange d'une indemnité d'environ 1 M€. Il y signe un contrat de trois ans. Malheureusement, il se blesse très tôt lors de la première saison et ne retrouve pas sa place de titulaire. 
Le 20 janvier 2009, après une saison et demie sur le banc, il retourne en Suède où il signe un contrat de quatre ans avec l'IFK Göteborg à compter du 1er février 2009. Ce retour n'est pas couronné de succès et, après deux saisons marquées par les blessures et méformes, Svensson part dans son ancien club de Jönköpings Södra IF en Superettan (deuxième division) le 23 décembre 2011.
Il prend sa retraite en 2014.

### Équipe nationale
Karl Svensson compte une sélection en équipe de Suède (Suède-Arabie Saoudite, le 18 janvier 2006). Sélectionné pour la Coupe du monde 2006 en Allemagne, il ne participe à aucun match, barré par le tandem titulaire Olof Mellberg - Teddy Lucic et par Petter Hansson.
Il compte également 17 sélections en équipe de Suède des moins de 21 ans.